# Annona purpurea
Annona purpurea är en kirimojaväxtart som beskrevs av Moç., Sessé och Michel Félix Dunal. Annona purpurea ingår i släktet annonor, och familjen kirimojaväxter. Inga underarter finns listade i Catalogue of Life.

## Bildgalleri

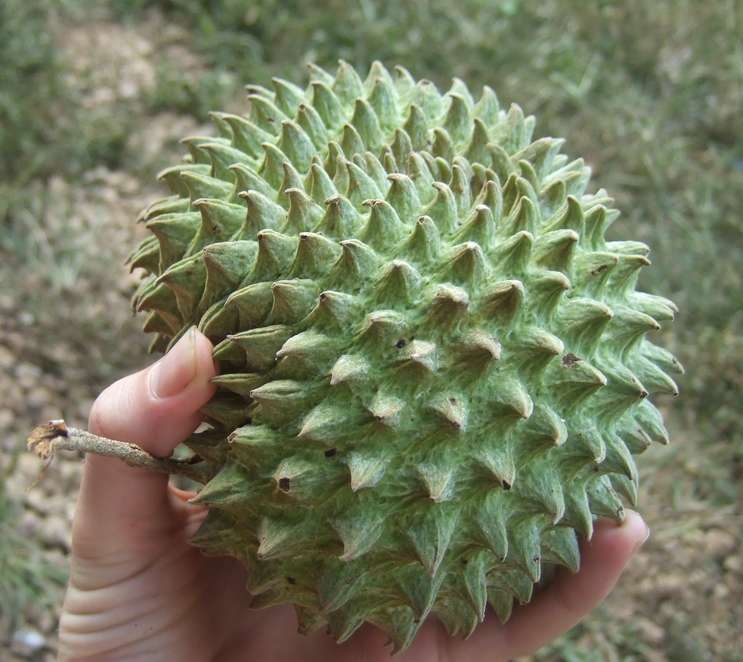
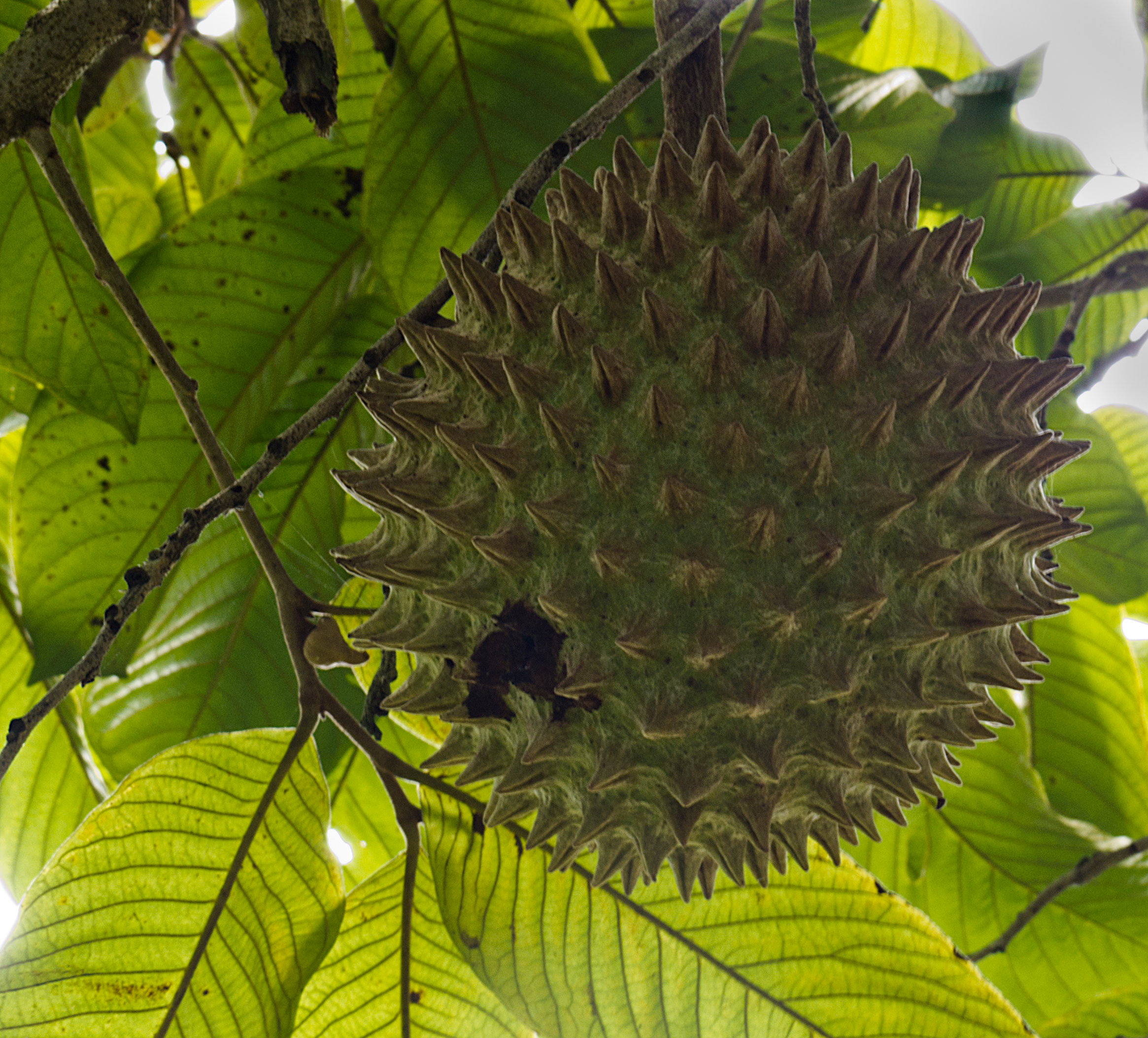
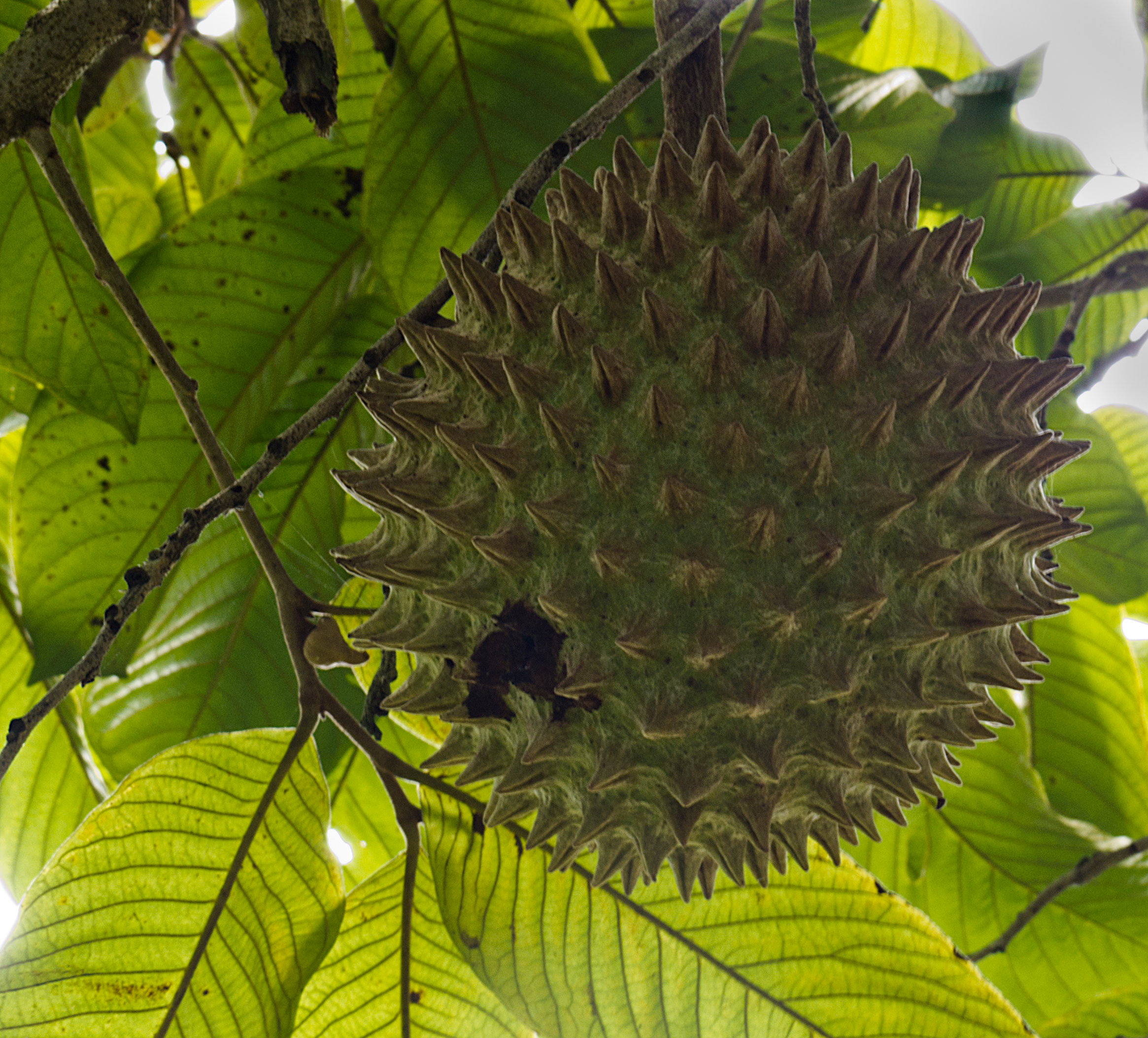
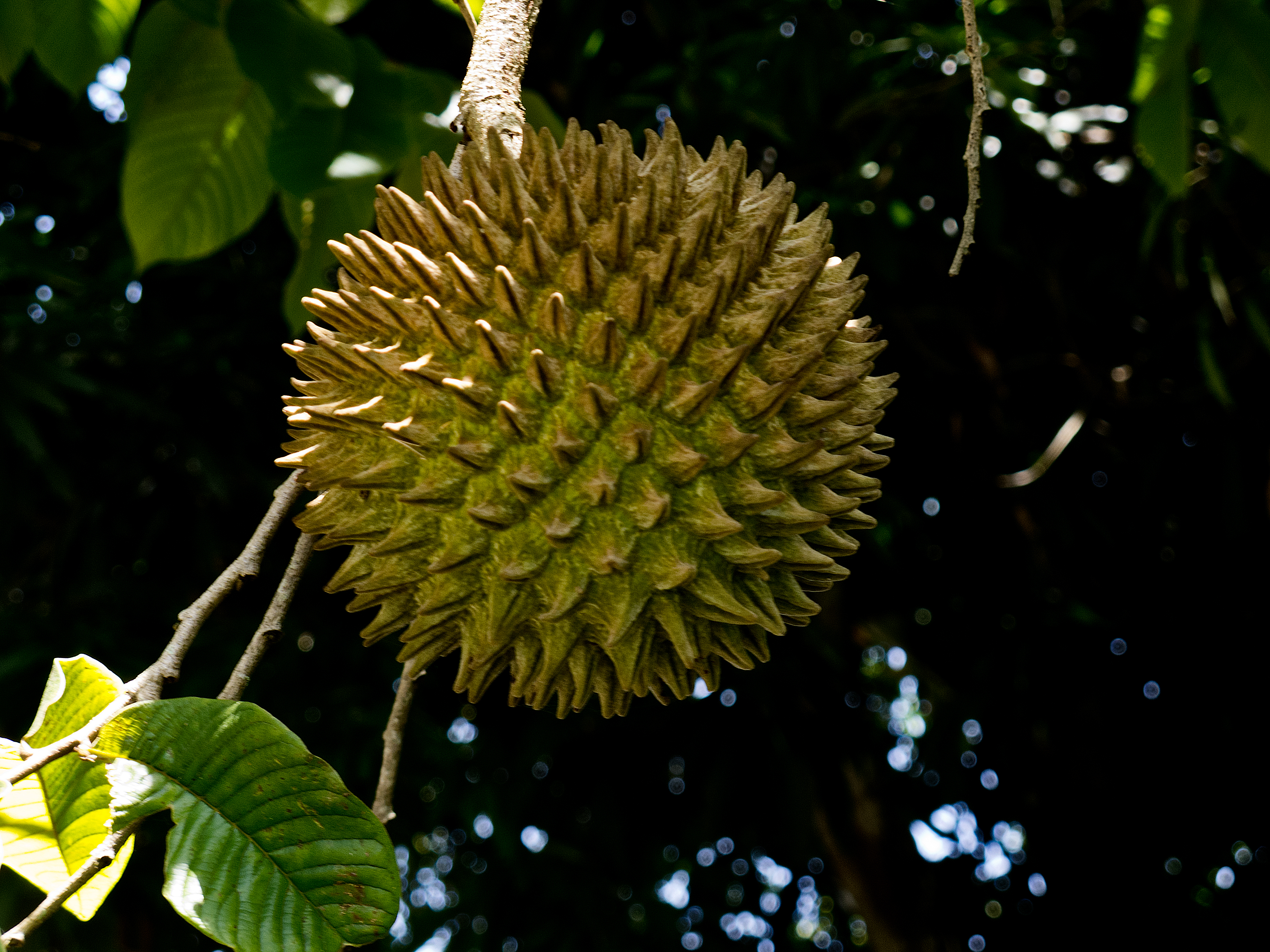